# ZECO
ZECO（ゼコ、1980年8月10日 - ）は台湾の漫画家、イラストレーター。本名は陳 皇宇（チェン・ホァンユー）で、プロデビュー前から同人活動で使用していたペンネームの「ZECO」として著名であったため「皇宇（ZECO）」名義で紹介される場合がある。
地元の台湾では「皇宇」名義で紹介されることも多いが、2017年に開始した日本の商業連載は「ZECO」名義で行っているため、本項では後者を記事名としている。

## 来歴・人物
台湾東部の花蓮県出身。実家の近所に中華民国空軍の基地としても使用されている花蓮空港があることから自然に軍用機を観察するのが趣味となり、その体験がミリタリー趣味に繋がったとしている。高校在学中からイラストを描くようになり、最初は別々に描いていた美少女と近代兵器を融合させるコンセプトを思い付いたことが後に同人誌『少女兵器』シリーズへ発展した。
国立台南師範学院（国立台南大学の前身校）卒業後、1年間の教育実習期間を経て漫画家を専業とする決心を固め、2006年に友善文創（Friendly Land）とのパートナー契約を締結した。2009年、中華民国行政院国家科学委員会発行のアンソロジー『CCC創作集』第2集に寄稿したイラストレイテッド・ストーリーの『陽炎少女 丹陽』が内外の大きな注目を集める。このアンソロジーは日本統治時代の台湾をテーマにした作品を掲載したもので、ZECOが寄稿した『丹陽』は大日本帝国海軍の「雪風」として建造・就役した後、日本の敗戦で中華民国に賠償艦として引き渡された駆逐艦「丹陽」がたどった数奇な運命を萌え擬人化の手法によって描写したものであったが、この作品が日本の出版業界でも注目されたため2011年からワニブックス『コミックガム』で同じ手法を採り入れた漫画作品『Battleship Girl -鋼鉄少女-』が連載されるに至った。『鋼鉄少女』が休載期間に入った2013年、日本ではブラウザゲーム『艦隊これくしょん -艦これ-』がサービスを開始し艦船擬人化ブームの火付け役となったが、『艦これ』プロデューサーの田中謙介は画集「皇宇（ZECO）作品集『鋼鉄少女図鑑』」に推薦コメントを寄せており、後にはZECO自身も『艦これ』のキャラクターデザインに名を連ねることとなった。
小学生の頃は『ドラゴンボール』や『聖闘士星矢』を愛読していた。好きな漫画家・イラストレーターにはCHOCO、村田蓮爾、明貴美加、永野護らを挙げている。

## 作品
日本での発行元はいずれもワニブックス。
- 皇宇（ZECO）作品集 鋼鉄少女図鑑
- Battleship Girl -鋼鉄少女-（惟丞との共同著作、既刊4巻）
  - 外伝 BSG -北海のワルキューレ-（1巻）
  - Battleship Girl Tempest - 鋼鉄少女 嵐（2巻）
- すうぃーぱっ![4]

### コンピュータゲーム
いずれも一部キャラクターデザイン・原画で参加。
- 桃色大戦ぱいろん（エクストリーム）
- 拡散性ミリオンアーサー（スクウェア・エニックス）
- チェインクロニクル（セガゲームス）
- ドラゴンコインズ（セガネットワークス）
- ミリ姫大戦（ヘッドロック）
- 請命令! 提督SAMA（Lun Play）[6]
- 英雄猟人（在線科技）
- 艦隊これくしょん -艦これ-（DMM.com）

### その他
- ハローキティといっしょ! - 一部キャラクターデザイン（ネオン・ウィー）
- ウマ娘 プリティーダービー-ハルウララがんばる!- - 作画。